# Roberto Prearo
Roberto Giocondo Prearo (Pontecchio Polesine, 28 agosto 1905 – 20 agosto 1982) è stato un politico italiano.

## Biografia
Esponente della Democrazia Cristiana, ricoprì la carica di deputato per quattro legislature, venendo eletto alle politiche del 1958 (50.954 preferenze), alle politiche del 1963 (35.120 preferenze), alle politiche del 1968 (45.585 preferenze) e alle politiche del 1972 (43.144 preferenze).
Terminò il mandato parlamentare nel 1976.